# Schallershof (Nürnberg)
Schallershof (nürnbergisch: Schallashuf) ist eine Wüstung im Gemeindegebiet der kreisfreien Stadt Nürnberg.

## Geographie
Die ehemalige Einöde lag auf freier Flur auf einer Höhe von 317 m ü. NHN. 0,2 km südöstlich lag Deumentenhof, 0,6 km östlich Schoppershof. An der Stelle von Schallershof befindet sich heute der Stadtpark.

## Geschichte
Der Ort wurde im Jahr 1382 als halbes Haus „in dem See gelegen“ erstmals schriftlich erwähnt. 1394/97 wurde der Ort als „Ketzershof, vor zeiten der Behaimisch hof gehaissen“ erwähnt. Erst 1770 wurde der Ort erstmals „Schallershof“ genannt. Seit dem frühen 17. Jahrhundert war die Familie Schaller die Besitzer des Hofes. Das Bestimmungswort des Ortsnamens war jeweils der Familienname des Besitzers. Behaim  (=aus Böhmen kommend) war ursprünglich ein Herkunftsname, Ketzer und Schaller ursprünglich jeweils ein Übername, der einer Person wegen einer solchen Eigenart gegeben wurde.
Gegen Ende des 18. Jahrhunderts bestand Schallershof aus einem Anwesen. Das Hochgericht übte die Reichsstadt Nürnberg aus, was aber vom brandenburg-bayreuthischen Oberamt Baiersdorf bestritten wurde. Das Spitalamt Heilig Geist der Reichsstadt Nürnberg war Grundherr des Gutes.
Von 1797 bis 1810 unterstand der Ort dem Justiz- und Kammeramt Erlangen. Im Rahmen des Gemeindeedikts wurde Schallershof dem 1813 gebildeten Steuerdistrikt Erlenstegen und der im selben Jahr gegründeten Ruralgemeinde Erlenstegen zugeordnet. Mit dem Zweiten Gemeindeedikt (1818) wurde Schallershof in die neu gebildete Ruralgemeinde Rennweg umgemeindet. Mit der Eingliederung des Ortes Rennweg in die Stadt Nürnberg im Jahr 1865 hieß die Ruralgemeinde Schoppershof. 1899 wurde diese nach Nürnberg eingemeindet. 1905 wurde Schallershof für die Erweiterung des Nürnberger Stadtparks abgerissen.

### Einwohnerentwicklung
| Jahr      | 001818 | 001824 | 001836 | 001840 | 001861 | 001871 | 001885 |
| Einwohner | 24     | 21     | 18     | 18     | 32     | 20     | 16     |
| Häuser    | 4      | 2      | 2      | 2      |        |        | 2      |
| Quelle    | [ 7 ]  | [ 5 ]  | [ 8 ]  | [ 9 ]  | [ 10 ] | [ 11 ] | [ 12 ] |

## Religion
Schallershof war seit der Reformation evangelisch-lutherisch geprägt und nach St. Jobst (Nürnberg) gepfarrt.